# Zatrephes klagesi
Zatrephes klagesi är en fjärilsart som beskrevs av Rothschild 1909. Zatrephes klagesi ingår i släktet Zatrephes och familjen björnspinnare. Inga underarter finns listade i Catalogue of Life.